# Setge de Làrida (1122)
El Setge de Làrida de 1122 fou un dels episodis de les campanyes d'Alfons el Bataller.

## Antecedents
L'Emirat de Làrida caigué en poder dels almoràvits i restà en mans de successius governadors saharians, i el 1120 Ramon Berenguer III va apoderar-se del Castell de Corbins pel pacte amb el valí almoràvit Abu-Hilal a canvi d'evitar la caiguda de Làrida en mans aragoneses i bloquejar el seu l'avanç cap al Mediterrani, doncs avançaven a l'Aragó i conquerien Saraqusta el 1118. Alfons el Bataller, que aspirava a conquerir l'emirat, es va enutjar i va posar setge a la ciutat el maig de 1122.

## El setge
El març de 1123 es construí el castell de Gardeny enfront de Làrida, en el campament que ocupava Alfons, on s'enfrontaren Ramon Berenguer III i Guillem IX de Poitiers contra Alfons el Bataller sense poder aixecar el setge, que el Bataller aixecà en juny de 1123.

## Conseqüències
Després de la derrota d'Alfons el Bataller contra els almoràvits a la batalla de Corbins va pactar una aliança contra ells amb Ramon Berenguer III i va fracassar en el setge de Fraga en 1133.
Al-Mudhàffar va lliurar Larida als comtes Ramon Berenguer IV de Barcelona i Ermengol VI d'Urgell el 24 d'octubre de 1149.